# Emily Brooke Hands
Emily Brooke Hands – amerykańska aktorka, znana także jako Emily Stiles.
Występuje w projektach o tematyce LGBT, najbardziej kojarzona jest z postacią Gwen Anderson, w którą wcieliła się w filmach Eating Out (2004) oraz Eating Out 2: Ten drugi raz (Eating Out 2: Slopy Seconds, 2006). Za główną rolę Carley w dramacie East of Sunset (2004) odebrała w 2005 roku nagrodę dla najlepszej aktorki podczas Method Fest.

## Filmografia
- 2009: Starz Inside: Sex and the Cinema
- 2007–2008: Najszczęśliwsi geje pod słońcem (Rick & Steve the Happiest Gay Couple in All the World) jako Kirsten Kellogg (głos) (serial TV)
- 2007: Lez Be Friends jako Fennel
- 2007: Serving Seconds: The Making of "Eating Out 2" jako ona sama
- 2006: Eating Out 2: Ten drugi raz (Eating Out 2: Sloppy Seconds) jako Gwen Anderson
- 2006: Zabójcze umysły (Criminal Minds) jako Rhonda (serial TV)
- 2006: Boy Culture jako kelnerka Lucy
- 2005: Like His Father jako Wendy
- 2004: Eating Out jako Gwen Anderson
- 2004: Almost jako Nicole
- 2004: Different jako Joanne
- 2004: Stop Thief! jako Tracy
- 2004: East of Sunset jako Carley
- 2004: Hot Night in the City jako Doris
- 2003: How Soon Is Now jako Alley